# PGC 2193800
LEDA/PGC 2193800 ist eine Galaxie im Sternbild Perseus am Nordsternhimmel. Sie ist schätzungsweise 434 Millionen Lichtjahre von der Milchstraße entfernt und hat einen Durchmesser von etwa 75.000 Lichtjahren. Vom Sonnensystem aus entfernt sich das Objekt mit einer errechneten Radialgeschwindigkeit von näherungsweise 9.600 Kilometern pro Sekunde.

## Galaktisches Umfeld
| Nr. | Galaxie          | Alternativname            | Rek          | Dek          | Distanz/asec |
| --- | ---------------- | ------------------------- | ------------ | ------------ | ------------ |
| →   | LEDA/PGC 2193800 | 2MASX J02463578+4210453   | 02h46m35.76s | +42d10m45.4s | 0            |
| 1   | LEDA/PGC 2192963 | 2MASX J02463408+4207513   | 02h46m34.10s | +42d07m51.4s | 175.40       |
| 2   | LEDA/PGC 2192963 | 2MASX J02463408+4207513   | 02h46m34.10s | +42d07m51.4s | 257.89       |
| 3   | LEDA/PGC 10476   | UGC 2231                  | 02h46m05.33s | +42d06m05.7s | 441.45       |
| 4   | LEDA/PGC 2196078 | 2MASX J02462458+4217508   | 02h46m24.58s | +42d17m50.6s | 442.79       |
| 5   | LEDA/PGC 10521   | CGCG 539-098              | 02h46m47.88s | +42d02m26.3s | 517.39       |
| 6   | LEDA/PGC 10440   | UGC 2226                  | 02h45m36.30s | +42d09m27.3s | 665.12       |
| 7   | LEDA/PGC 213081  | 2MASX J02453277+4211481   | 02h45m32.78s | +42d11m48.3s | 702.44       |
| 8   | LEDA/PGC 10435   | CGCG 539-092              | 02h45m32.32s | +42d09m28.0s | 709.13       |
| 9   | LEDA/PGC 2190371 | 2MASX J02465699+4159154   | 02h46m56.99s | +41d59m15.5s | 729.53       |
| 10  | LEDA/PGC 2196198 | 2MASX J02454350+4218120   | 02h45m43.51s | +42d18m12.4s | 732.04       |
| 11  | LEDA/PGC 2191151 | WISEA J024539.34+420146.3 | 02h45m39.40s | +42d01m46.4s | ß826.35      |
| 12  | LEDA/PGC 2190794 | 2MASX J02454372+4200380   | 02h45m43.72s | +42d00m38.2s | 839.17       |
| 13  | LEDA/PGC 2198250 | NSA 132525                | 02h46m15.33s | +42d24m22.7s | 847.88       |
| 14  | LEDA/PGC 2198458 | 2MASX J02461331+4225048   | 02h46m13.32s | +42d25m04.7s | 894.26       |
| 15  | LEDA/PGC 2197909 | 2MASX J02455138+4223187   | 02h45m51.39s | +42d23m18.8s | 899.99       |